# 剣竜類

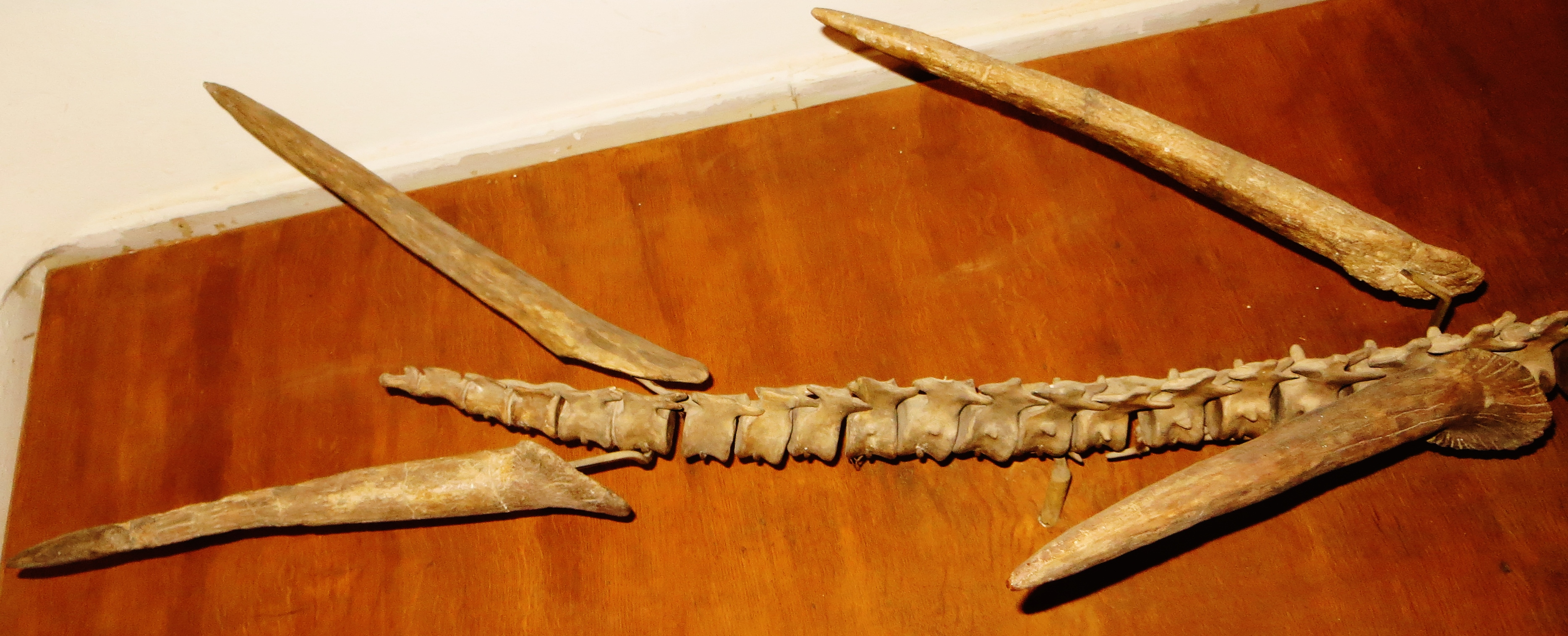
肉食恐竜の足を骨折させていた尾のサゴマイザー。

剣竜類（けんりゅうるい、学名: Stegosauria）は、鳥盤類に属する恐竜の一群である。

## 概要
ジュラ紀から初期白亜紀に生息した。主に現在北アメリカ、中国に当たる北半球で発見される。最初期の剣竜類は中国で発見されているものの、断片的にはイングランド南部でも見つかり、地理的な起源は明らかではない。このグループの名（剣竜類）のもとになったステゴサウルスはもっとも有名な剣竜である。剣竜類はジュラ紀に繁栄のピークを迎えたが、その痕跡は前期白亜紀で途絶え、中生代の終わりを待たずに絶滅したと思われる。一方、同じ装盾亜目であり姉妹グループに当たる曲竜類は、後期白亜紀に繁栄し中生代の終わりまで生存していた。彼等の命運を分けた要因は、詳細は未だに解明されていないが、白亜紀以降のソテツ類はじめとする裸子植物の衰退と関連があるのではないかともされる。

## 古生物学
すべての剣竜類は剣板（あるいは骨板などとも）と呼ばれる特別な骨の列を持っており、これらが背部から尾部にかけてのプレートとスパイクへと発達している。多くの場合は中間的な形態でスプレイト（Splate） と呼ばれる。

## 頭骨
特徴的な長く、狭い頭と角質に覆われた嘴をもち、嘴は上顎前方（前上顎骨）、下顎の前方（前歯骨）である。同様の構造がカメ目と鳥類でみられる。ファヤンゴサウルスを除き剣竜類は前上顎骨の歯を失っている。

## 姿勢
すべての剣竜類が四足歩行性で、四肢には蹄に似たつま先を持つ。ファヤンゴサウルスより後のすべての剣竜は、前肢が後肢より短くなっている。短い肢が速度に制限を加え、またその体のサイズが二足歩行を妨げた。そのため速く走れなかったことを示す。

## 分類学
剣竜類は、もともとO・C・マーシュにより1887年爬虫類の1つの目として命名された、今日では一般的には装甲を持つ恐竜である装盾類に含まれる下目（あるいは単にクレード）として扱われる。剣竜にはファヤンゴサウルス科とステゴサウルス科が含まれる。
ファヤンゴサウルス科は初期の剣竜類の科であり、初期から中期のジュラ紀に生息していた。一般的に後のステゴサウルス科より体が小さく、短く高さのある頭骨を持っていた。通例、中国産の模式属ファヤンゴサウルスのみが含まれる。しかしながら、イングランドより非常に断片的にのみ知られるレグノサウルス（Regunosaurus）は下顎が非常に似ており、この科に含まれる可能性がある。
大多数の剣竜類恐竜はステゴサウルス科に属し、後期ジュラ紀から前期白亜紀に生息していた。最もよく知られた剣竜類ステゴサウルスを含んでいる。この科は広範に生息し北半球からアフリカに亘って生息していた。最後の剣竜類の化石はウエルホサウルスなど前期白亜紀の中央アジアから見つかっている。確実かつ最も新しいとされる剣竜はモンゴル産のモンゴロステガスや中国産のヤンベイロン（Yanbeilong）である。
かつて剣竜に属するとされたドラヴィドサウルス (Dravidosaurus) は、インドの後期白亜紀の地層から発見され、最後の剣竜類ともみなされたが、保存状態が悪く詳細な分類に関しては不明瞭である。1991年の研究では一部の標本が首長竜に属するとされた一方で、分類不明の鳥盤類の一種であるともされている。2017年の研究では、この化石が再び剣竜類に属するという可能性が指摘され、脚の骨や歯は特段首長竜類と類似しておらず、さらに同地層から剣竜類のものと推測される化石が発見されていると述べられた。

## 分類
装盾亜目
- 剣竜下目
  - トゥオジャンゴサウルス（中国 四川省）
  - パラントドン（南アフリカ ケープ州）
  - ギガントスピノサウルス（中国 四川省）
  - ファヤンゴサウルス科
    - ファヤンゴサウルス（中国 四川省）
    - チュンキンゴサウルス（中国 四川省）
    -  ?レグノサウルス（英語版）（イギリス サセックス州）
    -  ?タティサウルス（中国 雲南省）

  - ステゴサウルス科
    - ケントロサウルス（タンザニア）
    - モンコノサウルス（中国 チベット）
    - アルコヴァサウルス (アメリカ ワイオミング州)
    - キアリンゴサウルス（中国 四川省）
    - モンゴロステグス (モンゴル)
    - ダケントルルス亜科
      - ダケントルルス（イギリス、 フランス および スペイン）
      - ミラガイア (ポルトガル)
      - アドラティクリット (モロッコ)

    - ステゴサウルス亜科
      - ヘスペロサウルス（アメリカ ワイオミング州）
      - ウエルホサウルス（中国 新疆ウイグル自治区）
      - レクソヴィサウルス（イギリス およびフランス）
      - ステゴサウルス（アメリカ ワイオミング州）

    - 配置不明 (incertae sedis)
      -  ?クラテロサウルス（英語版）（イギリス ベッドフォードシャー州）
      - ジャンジュンゴサウルス（英語版）（中国 新疆ウイグル自治区）

## 系統
デンバー自然科学博物館のケネス・カーペンター) により、2001年ヘスペロサウルスの記載論文において先行的な剣竜の系統樹が発表されている。基盤的な剣竜類であるファヤンゴサウルスをアウトグループとして使用している。ステゴサウルス科はすべてのファヤンゴサウルスよりステゴサウルスに近縁な剣竜と定義されている。チュンキンゴサウルスの位置についてはデータ不足により不確定である。
```
Stegosauria

|--
Huayangosaurus

`--
Stegosauridae

   `--+-?
Chungkingosaurus

      `--+--
 Chialingosaurus

         `--+--+--
Wuerhosaurus

            |  `--+--
Dacentrurus

            |     `--
 Hesperosaurus

            `--+--
 Tuojiangosaurus
 
               `--+--+--
 Kentrosaurus
            
                  |  `--
Lexovisaurus

                  `--+--
Stegosaurus stenops

                     `--
S. ungulatus
 (=?
S. armatus
)
```

## 未記載種
現在、中国で発見されたいくつかの種については公式には記載されていない:カンドサウルスおよびインシャノサウルス。公式な記載論文が発表されるまで、これらの属は裸名として扱われる。